# ウイニングイレブン 2017
『ウイニングイレブン2017』（英語表記：Winning Eleven 2017、欧州名：Pro Evolution Soccer 2017）は、コナミデジタルエンタテインメントより発表されたサッカーゲーム。ウイイレシリーズとしては今作で21作目（PS（2000も含む。）、PS2、PS3、PS4の通算。Jリーグ版、ファイナルエヴォリューション等は除く）である。略称は『ウイイレ 2017』。
今作よりスペインのバルセロナとプレミアムパートナー契約を締結し、クラブのライセンス化やホームスタジアムであるカンプ・ノウを搭載しているほか、グローバルパッケージには同クラブの選手達（メッシ、ネイマール、ルイス スアレス、ラキティッチ、ジェラール ピケの5人）が起用されている。UEFAチャンピオンズリーグとUEFAヨーロッパリーグ、およびAFCチャンピオンズリーグは引き続き搭載されるが、一方でコパ・リベルタドーレスとコパ・スダメリカーナのライセンスが消滅。2016までは収録されていた、UEFAチャンピオンズリーグとUEFAヨーロッパリーグのそれぞれ決勝会場が収録されていない。

## ゲーム内容
最新のFox Engineを搭載し、選手のモデル、スタジアム、観客、ライティングなどが細部に至るまで改良され、リアリティがさらに向上しており、対戦時のゴールの興奮がさらに引き立っている。
数百もの新しいアニメーションが追加され、選手の動きをリアルに演出し、特にゴールキーパーは、100以上ものモーション追加により、シュートへの反応の速さと次のプレイへの動き出しのスムーズさが向上、ゴール前のGKとの攻防がよりエキサイティングになっている。

### Liteバージョン
2016年11月24日に配信開始。PS4・PS3版ウイイレ2017の「myclub」モード、そしてe-Sports専用モード「PES LEAGUE」モードをプレイできるダウンロードゲーム。前作同様全世界で配信され、ダウンロード&プレイは基本無料のアイテム課金制。内容は製品版のmyclub・PES LEAGUEと同じで、データパックやライブアップデートも適用される。また、トレーニングモードや各種設定も利用可能。エキシビジョンマッチも前作同様収録されているが、収録チームは本ゲームの体験版と同じものとなっている。

### 新機能
新モード「PES LEAGUE」

11月24日配信のデータパック2.0にて追加されたe-Sports専用モード。このモードから誰でも期間限定の大会や、世界を舞台に開催されるイベントに参加することが出来る。

試合
- 「攻守レベル」が復活し、試合展開に応じてチームの攻守バランスをリアルタイムに変更可能となった[7]。
- 選手の体勢や能力によって、パスの質が変化する「パス バリエーション」を導入。ベストな体勢で繰り出したパスは、決定的な得点チャンスを生み出すことが可能になる[7]。
- 「コンセプトアレンジ」により、“ティキ・タカ”のような個性的な攻撃戦術、“ハードマーク”といった守備的な戦術を指示できるようになる。コーナーキック時には、攻撃時4パターン、守備時3パターンから戦術を選択できる[7]。
- 冬の試合中には白い息が出たり、ユニフォームがなびき、少しだが腹も見えるなど細かい演出が追加。
- インタラクティブゴールパフォーマンスのバリエーションが増加。また、ネイマールのみユニフォームを脱ぐパフォーマンスが追加され[7]、R3を押すとユニフォームを脱ぐ。イエローカードも出されるが、既に1枚貰っている場合はR3を押してもユニフォームは脱がない。ゴールパフォーマンスは数に変動はないものの一部新しいものに変更されている(ムーンウォーク等のパフォーマンスが消滅)。

フットボールライフ
- myClubではノーマルエージェントで使用する「スカウト」がゲーム内オークションで入手可能になる。獲得したスカウトの組み合わせにより、条件次第で100%獲得も可能になる。また、相手チームの分析データを見ることもできる[7]。
- マスターリーグでは、移籍交渉やチームロールのバリエーションが増加。また、選手のポジション追加も復活する[7]。
- ビカム･ア･レジェンドでは背番号とポジションの希望を出す事が出来る。

エディット
- PS4ではリージョン（国・地域）に関係なくUSBメモリ経由でのデータ共有が可能に(PESのデータをそのままウイイレにも使用可能、逆も然り)。また、USBメモリを通じて一括インポートも可能になった[7]。
- ユニフォーム画像は解像度を下げる(2048×2048から1024×1024等)事により、取り込み枚数の上限が増加する[4]。
- 襟の種類が13に増加。
- 背番号・ユニフォームネーム・胸番号の位置・大きさを調整可能[7]。これにより、Jリーグのチームなどに見られるスポンサーロゴ下･右下の番号も再現可能となった。
- スタジアムのイメージ画像を貼る事が可能になる[7]。
- 地域名実況が増加。その中には日本も含まれており、J1、J2、J3は全チーム再現可能。なお、バイエルンの実況が消滅したり、イギリスからイングランド、ウェールズ、北アイルランド、スコットランドへ分裂したりと2016から変更が加えられている実況がある。

### マイクラブ内キャンペーン
- バルセロナのレジェンド選手が登場。

| マラドーナ              | リネカー           | ロナルド クーマン | ストイチコフ    | セルジ               |
| ハジ                    | ブラン             | ビトール バイーア | ルイス エンリケ | リヴァウド           |
| ライツィハー            | ロナルド デ ブール | コク              | クライフェルト  | シャビ・エルナンデス |
| リトマネン              | フランク デ ブール | プジョル          | オフェルマルス  | リケルメ             |
| ファン ブロンクホルスト | ロナウジーニョ     | ダーヴィッツ      | ラーション      | ジュリ               |
| デコ                    | アルベルティーニ   | ファン ボメル     | テュラム        | アンリ               |

- リヴァプールのレジェンド選手が登場。

イアン ラッシュ、オーウェン、ロビー ファウラー
- アンバサダー選手が昔の姿で登場。これらは元選手がウイイレに収録されている選手のため、名前には「★」が付いている。

★イニエスタ、★香川 真司、★ピエール オーバメヤング、★ガビゴル

## ライセンス

### リーグライセンス
- プレミアリーグ
  - イングランドリーグという偽名で登場。アーセナル[7] とリヴァプールFC[8] のみ実名。このうちリヴァプールFCとはパートナー契約を締結しており、監督のユルゲン クロップも実名で登場[8] するが、アーセナル監督アーセン ヴェンゲルは実名収録はされていない。また、アーセナルのエジルがKONAMIアンバサダーに選ばれている。
- フットボールリーグ チャンピオンシップ
  - イングランド2部リーグという偽名で登場。全チーム偽名[4]。
- リーグ1
  - フルライセンス[4]。
- リーグ2
  - フルライセンス[4]。
- セリエA
  - イタリアリーグという偽名で登場。サッスオーロと、2016までは実名だったユベントスが偽名(他18チームは実名)[4]。また、インテルのガビゴルがKONAMIアンバサダーに選ばれている。
- セリエB
  - イタリア2部リーグという偽名で登場。全クラブ偽名[4]。
- エールディヴィジ
  - フルライセンス[4]。
- ラ・リーガ サンタンデール
  - スペインリーグという偽名で登場。アトレティコ マドリーとバルセロナのみ実名。このうちバルセロナとはパートナー契約を締結しており[9]、監督のルイス エンリケも実名で登場[4]。アトレティコ監督ディエゴ シメオネも実名で登場。また、バルセロナのイニエスタがKONAMIアンバサダーに選ばれている。
- ラ・リーガ ウン・ドス・トレス
  - スペイン2部リーグという偽名で登場。全チーム偽名[4]。
- リーガ NOS
  - ポルトガルリーグという偽名で登場。SLベンフィカとスポルティング リスボンのみ実名[4]。
- CAMPEONATO BRASILEIRO
  - フルライセンス[10] だが、アトレチコ ミネイロの選手等、一部チームの選手は偽名となっている。このうちコリンチャンスとフラメンゴとは独占ライセンス契約を締結している[11][12]。
- プリメーラ ディビシオン (ARG)
  - アルゼンチンリーグという偽名で登場。全クラブ実名[13]。このうちリーベル プレートとはパートナー契約を締結している[14]。
- プリメーラ ディビシオン (CHL)
  - チリリーグという偽名で登場。全クラブ実名[15]。

### その他ヨーロッパ
この他に多くの架空チームが収録されている。また、ドルトムントのピエール＝エメリク・オーバメヤンがKONAMIアンバサダーに選ばれている。
| 所属リーグ国 | チーム名                  |
| ------------ | ------------------------- |
| ベルギー     | クラブ ブルッヘ           |
| クロアチア   | ディナモ ザグレブ         |
| ドイツ       | バイヤー レヴァークーゼン |
| ドイツ       | ボルシア ドルトムント     |
| ドイツ       | シャルケ04                |
| ロシア       | CSKAモスクワ              |
| スイス       | FCバーゼル1893            |
| トルコ       | ベシクタシュ              |
| ウクライナ   | ディナモ キエフ           |

### その他南米
この他に多くの架空チームが収録されている。
| 所属リーグ国 | チーム名             |
| ------------ | -------------------- |
| ブラジル     | レッド ブル ブラジウ |

### AFC Champions League 2016
| 所属リーグ国     | チーム名                 |
| ---------------- | ------------------------ |
| オーストラリア   | メルボルン ヴィクトリー  |
| オーストラリア   | シドニーFC               |
| 中国             | 広州恒大淘宝             |
| 中国             | 江蘇蘇寧                 |
| 中国             | 山東魯能泰山             |
| 中国             | 上海上港集団             |
| イラン           | フォーラド セパハン      |
| イラン           | トラクター サジ          |
| イラン           | ゾブ アハン              |
| 日本             | FC東京                   |
| 日本             | ガンバ大阪               |
| 日本             | サンフレッチェ広島       |
| 日本             | 浦和レッドダイヤモンズ   |
| カタール         | エル ジャイシュ          |
| カタール         | レフウィヤ               |
| サウジアラビア   | アル アリ                |
| サウジアラビア   | アル ヒラル              |
| サウジアラビア   | アル イテハド            |
| サウジアラビア   | アル ナスルFC            |
| 韓国             | FCソウル                 |
| 韓国             | 全北現代モータース       |
| 韓国             | 浦項スティーラース       |
| 韓国             | 水原三星ブルーウィングス |
| タイ             | ブリーラム ユナイテッド  |
| アラブ首長国連邦 | アル アイン              |
| アラブ首長国連邦 | アル ジャジーラ          |
| アラブ首長国連邦 | アル ナスル SC           |
| ウズベキスタン   | ブニョドコル             |
| ウズベキスタン   | ロコモティフ タシケント  |
| ウズベキスタン   | ナサフ カルシ            |
| ウズベキスタン   | パフタコール タシケント  |
| ベトナム         | ベカメックス ビン ズオン |

### その他ライセンス
- UEFA Champions League

バイエルン ミュンヘンなどその他ヨーロッパチームの一部が未収録となっている。
- UEFA Europa League

その他ヨーロッパチーム多数が未収録となっている。
- UEFA Super Cup

リーグモードなどでレアル マドリーまたはセビージャを選択すると2016年版がプレイ可能。
- UEFA EURO 2016

偽名カップとなり、2016でフルライセンスとなったチームの多くが選手のみライセンスまたは偽名となる。
- Copa Libertadores

ライセンスが消滅となったが偽名カップとして残る。リーグのある3ヶ国以外のクラブチームはその他南米の架空チームが使用される。
- Copa Sudamericana

ライセンス消滅。偽名収録もなし。

### ナショナルチーム
| - ヨーロッパ（UEFA） - アルバニア - オーストリア - ベルギー - ボスニア・ヘルツェゴビナ Fict. - ブルガリア - クロアチア - チェコ Fict. - デンマーク - イングランド - フランス - ドイツ - ギリシャ - ハンガリー Fict. - アイスランド Fict. - アイルランド - イスラエルFict. - イタリア - オランダ - 北アイルランド Fict. - ノルウェー - ポーランド Fict. - ポルトガル - ルーマニア - ロシア Fict. - スコットランド - セルビア - スロバキア - スロベニア - スペイン - スウェーデン - スイス - トルコ Fict. - ウクライナ Fict. - ウェールズ Fict. | - アフリカ（CAF） - アルジェリア Fict. - ブルキナファソ Fict. - カメルーン Fict. - コートジボワール - エジプト - ガーナ Fict. - ギニア Fict. - マリ Fict. - モロッコ - ナイジェリア Fict. - セネガル Fict. - 南アフリカ共和国 - チュニジア Fict. - ザンビア Fict. - 北中米カリブ海（CONCACAF） - コスタリカ - ホンジュラス Fict. - ジャマイカ Fict. - メキシコ Fict. - パナマ Fict. - アメリカ合衆国 Fict. - 南米（CONMEBOL） - アルゼンチン - ボリビア - ブラジル - チリ - コロンビア - エクアドル - パラグアイ Fict. - ペルー - ウルグアイ - ベネズエラ | - アジア（AFC）・オセアニア（OFC） - オーストラリア - 中華人民共和国 Fict. - イラン Fict. - イラク Fict. - 日本 - ヨルダン Fict. - クウェート Fict. - レバノン Fict. - 北朝鮮 Fict. - オマーン Fict. - カタール Fict. - サウジアラビア Fict. - 韓国 Fict. - タイ Fict. - アラブ首長国連邦 Fict. - ウズベキスタン Fict. - ニュージーランド |

詳細

太字 - フルライセンス

Fict. - 偽名で収録される国

2016で新たにフルライセンスとなった10ヵ国のうち、アルバニア、クロアチア、スロバキアはフルライセンス継続、イングランドが偽ユニフォーム、他6ヵ国が偽名となった。
新たに実名化されたのはエクアドル、ベネズエラの2ヵ国。
新たに偽名となったのはハンガリー、ポーランド、ロシア、カメルーンの4ヵ国。

## スタジアム
リストはPS4版のもの。PS3版ではデータパックでの追加スタジアムをはじめ、一部スタジアムでプレイする事は出来ない。
実名スタジアム
- カンプ・ノウ（バルセロナ）[4]
- ジュゼッペ・メアッツァ（インテル）
- サン・シーロ（ACミラン）
- ローマ・オリンピコ（ASローマ／ラツィオ／イタリア代表）
- ザンクト・ヤコブ・パルク（FCバーゼル1893／スイス代表）
- エスタディオ・ド・マラカナン（フルミネンセ／フラメンゴ／ブラジル代表）[20]
- エスタディオ・ミネイロン(クルゼイロ／アトレチコ ミネイロ）[20]
- アレーナ・コリンチャンス（コリンチャンス）[20]
- エスタジオ・ベイラ＝リオ（インテルナシオナウ）[20]
- エスタディオ・ド・モルンビー（サンパウロ)[20]
- エスタディオ・ウルバーノ・カルデイラ（サントス）[20]
- エル・モヌメンタル（リーベル プレート／アルゼンチン代表）[13]
- エスタディオ・アルベルト・J・アルマンド（ボカ ジュニオルス）[13]
- 埼玉スタジアム2002（浦和レッドダイヤモンズ／日本代表）
- アンフィールド（リヴァプールFC）[8][注釈 2]
- ジグナル・イドゥナ・パルク（ボルシア ドルトムント）[17][注釈 2]
- アリアンツ・パルケ（パルメイラス）[注釈 2]

架空スタジアム
- コナミ・スタジアム [15]
- ノイ・ゾネ・アレナ
- メトロポール・アレナ
- ホーフドスタッドゥ・シュタディオン
- エスタディオ・カンペオン
- エスタディオ・エスコルピオ
- エスタディオ・ヌエボ・トリウンフォ
- スタッド・ド・サジテール
- スタジオ・オリオン
- ブルク・スタディオン
- エスタディオ・デル・マルタンガル
- ローズパーク・スタジアム
- コロッセオ・デ・ロス・デポルス
- スポーツ・パーク

## ボール
エキシビジョン使用可能ボール
- Classic
- Plain
- WE-PES 00′s
- WE-PES 30′s
- WE-PES 40′s
- WE-PES 50′s
- WE-PES 60′s
- WE-PES 2002
- WE-PES 2003
- WE-PES 2007
- WE-PES 2008
- WE-PES 2009 Claw
- WE-PES 2010
- WE-PES 2011
- WE-PES 2012
- WE-PES 2013
- WE-PES 2014
- WE-PES 2015
- WE-PES 2016
- CONTINUA
- ForçaChape [注釈 2][21]
- Adidas Errejota
- Nike Ordem 4
- Puma evoPOWER 1
- Umbro Neo Pro

## 楽曲
- 「Thank You」 All Tvvins
- 「Clean」 Big Data
- 「On My Mind」 Ellie Goulding
- 「In my Head」 Galantis
- 「Keep Together」 Hunter Hunted
- 「Hold Back The River」 James Bay
- 「In The Middle」 JR JR
- 「Genghis Khan」 Miike Snow
- 「High」 Peking Duk ft. Nicole Millar
- 「Where Are Ü Now」 Skrillex and Diplo with Justin Bieber
- 「Ride」 Twenty One Pilots
- 「Parking Lot」 VANT
- 「Driven」 Konami Tracks (Lite版のみ)
- 「Self Talk」 Konami Tracks (Lite版のみ)
- 「Glitter」 Konami Tracks (Lite版のみ)
- 「Green Light」 Konami Tracks (Lite版のみ)[注釈 3]

## 実況・解説
- 実況：ジョン・カビラ[22]
- 解説：北澤豪[22]